# Christina Rickardsson
Christina Rickardsson (Diamantina, 1983), nascida Christiana Mara Coelho, é uma escritora sueca, nascida no Brasil.

## Biografia

### Infância no Brasil
Christina passou boa parte de sua infância no Brasil, onde por muito tempo enfrentou situações causadas pela pobreza extrema em que ela vivia. Devido a falta de recursos financeiros a mãe de Christina se viu obrigada a se mudar para uma caverna com a filha recém nascida. Após serem descobertas e expulsas do local as duas se mudaram para uma favela em São Paulo quando Christina tinha cerca 5 anos de idade.[carece de fontes?]
Christina enfrentou o que ainda é a realidade de muitas crianças carentes no Brasil: teve que mendigar por dinheiro e comida, enfrentou preconceito vindo das pessoas e da polícia, além de ter sido submetida a diversos abusos físicos e mentais. Mesmo com pouca idade ela teve que aprender a cuidar não só de si mesma, mas também do irmão mais novo. Com esperança de ver os filhos em uma condição de vida melhor, a mãe de Christina a colocou em um orfanato junto com seu irmão mais novo quando ela tinha apenas 7 anos de idade.

### A adoção
Após passarem um ano no orfanato, Christina e o irmão foram adotados por um casal sueco em 1991, e então eles foram morar em Vindeln, no norte da Suécia em uma região chamada Bótnia Ocidental. Mesmo não sendo a intenção do casal sueco, a adoção aconteceu contra a vontade de Christina e de sua mãe, já que ela colou os filhos no orfanato com a garantia que poderia visitar os filhos todas as semanas no orfanato e Christina ainda não havia entendido que ao ser adotada sua vida mudaria completamente. Os pais adotivos de Christina tentaram ter um filho biológico por muito tempo, mas com um tempo eles perceberam que não seria possível, e por este motivo eles entraram em contato com a agência FFIA, uma agência de adoção que trabalha com orfanatos em vários países, inclusive no Brasil.

### O relacionamento com a mãe biológica
A falta de recursos financeiros jamais abalou o afeto que existia na relação que Christina tinha com sua mãe. Christina sempre recebeu muito amor, carinho e cuidado de sua mãe biológica, e quando se mudou para a Suécia ela tinha certeza do amor que sua mãe tinha e tem por ela.

### A vida na Suécia - a adaptação ao país escandinavo
A vida de Christina se tornou mais segura na Suécia, mas o começo de sua adaptação foi difícil devido aos grandes choques culturais que surgiram. No início ela não se sentia em casa já que tudo era novo: a comida, os ambientes, a natureza, as pessoas, e também a língua falada pelas pessoas.[carece de fontes?]

### O novo idioma
Christina fala sueco e inglês, além de estar reaprendendo a língua portuguesa. Após a mudança para a Suécia Christina acabou esquecendo o português porque ela não tinha mais contato com pessoas que falavam o idioma, nem mesmo o irmão, já que na época ele tinha apenas 1 ano e 10 meses e ainda não sabia falar.

### Carreira literária
Christina realizou um de seus sonhos de criança e se tornou escritora. No dia 20 de setembro de 2016 seu livro Nunca Deixe de Acreditar (Sluta Aldrig Gå, em sueco) foi lançado na Suécia e logo se tornou um best-seller no país.
O livro é uma autobiografia onde Christina conta sua história de vida e de sua luta. Ela escreveu sobre como foi ter uma infância pobre no Brasil a ponto de ter que morar em uma caverna, sobre os problemas que enfrentou por viver uma vida vulnerável no Brasil, sobre os abusos físicos e psicológicos que sofreu, mas também sobre algo que aprendeu com sua mãe biológica: a nunca desistir de seus sonhos, mesmo quando muitas pessoas falavam o contrário.

## Trabalho social
Christina quer que seu trabalho como escritora ajude a aumentar o interesse e a compreensão das pessoas sobre as diferenças, os preconceitos e conflitos culturais que existem, promovendo uma sociedade mais justa e aberta através do diálogo e da tolerância. Christina também luta para que sua experiência de vida sirva como exemplo de como é importante que crianças tenham seus direitos garantidos, e como é essencial que o governo, as empresas, as organizações e as pessoas possam trabalhar em conjunto em ambientes multiculturais.
Atualmente existem cerca de 70 mil de crianças de rua no Brasil, e Christina quer chamar atenção não só para a situação em que elas se encontram, mas também sobre o fato de elas não terem voz própria. A escritora quer contribuir para que essa realidade mude e que todas as crianças possam viver em uma sociedade onde elas possam ter a oportunidade de ter uma infância segura e feliz.

### Fundação Coelho Growth
A Coelho Growth é uma fundação apartidária e sem nenhum elo religioso fundada em 2016 por Christina Rickardsson fruto de sua autobiografia Nunca Deixe de Acreditar (Sluta aldrig gå). O objetivo da fundação é melhorar a vida de crianças e jovens que estão na mesma situação vulnerável que Christina esteve durante a parte de sua infância quando viveu no Brasil. Graças às doações e a outros tipos de contribuições que a Coelho Growth visa melhorar as condições de vida de jovens e crianças para que eles possam ter um futuro mais promissor.[carece de fontes?]

## Palestras e presença na mídia da Suécia
Christina Rickardsson também viaja a Suécia dando palestras sobre inclusão e contando sua história, e já foi convidada para eventos em diversas universidades suecas e em outras instituições como o sistema de palestras TEDx. 
Ela também já foi entrevistada por grandes jornais suecos impressos e televisivos assim como programas de televisão muito populares na Suécia, como por exemplo o Nyhetsmorgon, Expressen e Malou Efter Tio. 

## Obras
- Sluta aldrig gå (Forum, 2016) Nunca Deixe de Acreditar (Novo Conceito, 2017)